# Andròmeda I
Coordenades:  00h 45m 39.8s; +38° 02′ 28″
Andromeda I és una galàxia nana esferoïdal (dSph) d'uns 2,40 milions anys llum de distància a la constel·lació d'Andròmeda. Andromeda I és part del grup local de galàxies i una galàxia satèl·lit de la Galàxia d'Andròmeda (M31). És aproximadament 3,5 graus al sud i lleugerament a l'est de l'M31. A partir de 2005, és el company més proper de la galàxia nana esferoïdal coneguda de l'M31 a una distància projectada estimada de ~ 40 kpc o ~ 150000 anys-llum.
Andròmeda I va ser descoberta per Sidney van den Bergh el 1970 amb el telescopi de 48 polzades (121,92 cm) de l'Observatori del Mont Palomar. L'estudi addicional de l'Andròmeda I fet per la càmera WFPC2 del Telescopi Espacial Hubble. Això va determinar que les estrelles branca horitzontal, com altres galàxies nanes esferoïdals eren predominantment vermelles. A partir d'aquest, i l'abundància d'estrelles blaves de la branca horitzontal, juntament amb 99 estrelles RR Lyrae detectades en el 2005, porta a la conclusió que hi ha era una època prolongada de formació d'estrelles. L'edat estimada és d'aproximadament de 10 giga anys. El telescopi Hubble també va trobar un cúmul globular a l'Andròmeda I, sent la galàxia menys lluminosa on tal cúmul es va trobar.